# خوان نونیز (تنیس‌باز)
 خوان نونیز (انگلیسی: Juan Núñez؛ زاده ۲۳ سپتامبر ۱۹۵۶) یک تنیس‌باز اهل شیلی است.